# Clathrocupes anthrilegnotus
Clathrocupes anthrilegnotus is een keversoort uit de familie Cupedidae. De wetenschappelijke naam van de soort is voor het eerst geldig gepubliceerd in 1980 door Hong.